# Ipomoea incarnata
Ipomoea incarnata ist eine Pflanzenart aus der Gattung der Prunkwinden (Ipomoea) aus der Familie der Windengewächse (Convolvulaceae). Die Art ist in Südamerika verbreitet.

## Beschreibung
Ipomoea incarnata ist eine an der Basis verholzende, kriechende oder windende Pflanze. Die Stängel können eine Länge von bis zu 10 m erreichen. Die Laubblätter sind wie die gesamte Pflanze unbehaart, die Blattspreite ist 3 bis 6 cm lang, 3 bis 5 cm breit, tief herzförmig und nach vorn zugespitzt und mit abstehenden, zugespitzten, ganzrandigen Ohren versehen. Die Blattstiele sind 2 bis 7 cm lang.
Die Blütenstände bestehen aus einer einzelnen Blüte, die Blütenstandsstiele sind länger als die Laubblätter. Die Vorblätter sind klein und lanzettlich. Die Kelchblätter sind etwa 1 bis 2,5 cm lang, schuppenähnlich und lanzettlich geformt, wobei die inneren etwas schmaler sind. Die glockenförmige Krone ist pink gefärbt, etwa 6 cm lang und etwa genauso breit oder etwas breiter.

## Verbreitung
Die Art ist an der nördlichen und nordwestlichen Küste Südamerikas verbreitet und kommt auch auf Galápagos vor.

## Systematik
Innerhalb der Gattung der Prunkwinden (Ipomoea) ist die Art in die Serie Jalapae der Sektion Eriospermum in der gleichnamigen Untergattung Eriospermum eingeordnet.

## Belege